# 크리스마스 건너뛰기
《크리스마스 건너뛰기》(Christmas With The Kranks)는 미국에서 제작된 조 로스 감독의 2004년 코미디, 드라마 영화이다. 팀 알렌 등이 주연으로 출연하였고 마이클 바네이단 등이 제작에 참여하였다.

## 출연

### 주연
- 팀 알렌
- 제이미 리 커티스

### 조연
- M. 에멧 월쉬
- 엘리자베스 프란즈
- 에릭 퍼 설리반
- 치치 마린
- 제이크 부시
- 오스틴 펜들튼
- 톰 포스톤
- 줄리 곤잘로
- 르니 라반
- 캐롤라인 레아
- 펠리시티 허프만
- 패트릭 브린
- 존 쇼트
- 보니타 프리더리시
- 데이비드 혼스비
- 케빈 챔벌린
- 린든 스미스
- 라이언 펜닝
- 마크 크리스토퍼 로렌스
- 레이첼 L. 스미스
- 버니 왓슨-존슨
- 아덴 마이린
- 잔 호그
- 조 구잘도
- 데이빗 L. 랜더

## 기타
- 원작자: 존 그리샴
- 공동제작: 알레그라 그렉
- 미술: 거레스 스토버
- 의상: 수지 드산토
- 배역: 마저리 심킨

## 같이 보기
- 크리스마스 영화 목록